# Primeira República da Costa Rica
A Primeira República da Costa Rica é o nome dado ao período histórico entre a proclamação da República da Costa Rica na Constituição reformada de 1848 e o decreto oficial do então presidente José María Castro Madriz em 31 de agosto de 1848 e a Guerra Civil da Costa Rica de 1948 que terminou com a promulgação da atual Constituição de 1949 em 7 de novembro de 1949, dando início à atual Segunda República da Costa Rica.  
A Primeira República da Costa Rica marcou o domínio da ideologia liberal e a hegemonia de uma oligarquia liberal muito poderosa que governou o país durante a maior parte da sua história. A hegemonia liberal foi tão predominante que o período entre 1870 e 1940 é conhecido como ''Estado Liberal''. No entanto, o esgotamento do modelo e o descontentamento das classes trabalhadoras resultariam numa série de governos social-reformistas de tendência esquerdista nas décadas de 1930 e 1940 e na consequente guerra civil.

## História
A Primeira República foi fundada pelo último Presidente do Estado Livre da Costa Rica e primeiro Presidente da República da Costa Rica, José María Castro Madriz, ganhando o título oficial de “Pai da República” pela lei da Costa Rica. Liberal e maçom, Madriz foi um intelectual brilhante que tentava promover uma sociedade muito esclarecida.  Madriz seria presidente em dois mandatos não consecutivos, ambos depostos pelos militares. Durante este período ocorreu o longo governo autoritário do General Tomás Guardia.  No entanto, Guardia também era liberal e promoveu algumas reformas progressistas, incluindo a abolição da pena de morte e o uso da tortura desde 1871.  A Constituição de Guardia de 1871 é a Constituição da Costa Rica mais duradoura até hoje. Outra presidência importante foi a de Juan Rafael Mora Porras, caudilho durante a Guerra da Flibustaria que é considerada por muitos historiadores a verdadeira “guerra de independência” da Costa Rica.
Apesar das suas conquistas em muitas áreas, incluindo economia, secularização, liberdades e direitos civis, a hegemonia liberal deu pouco espaço à dissidência.  Tanto os conservadores como os grupos de tendência mais esquerdista foram excluídos do poder através da utilização de métodos questionáveis, e governos autoritários e lutas entre facções entre os liberais eram comuns. Por exemplo, as eleições gerais da Costa Rica de 1889 viram as lutas entre a Igreja Católica, apoiando o candidato José Joaquín Rodríguez Zeledón, contra a liberal Ascensión Esquivel Ibarra, com o governo do então presidente Bernardo Soto Alfaro apoiando abertamente Esquivel e quase rejeitando a vitória de Zeledón até que a agitação popular mudou de ideia. e causou sua renúncia. Da mesma forma, a tentativa do presidente Alfredo González Flores de tributar a Grande Capital causou o golpe de estado na Costa Rica de 1917 por Federico Tinoco e sua curta ditadura de dois anos. 
Mas o verdadeiro desafio ao modelo Liberal viria dos grupos de esquerda que começaram a florescer no início do século XX, incluindo grupos de socialistas cristãos, social-democratas, anarquistas, socialistas e comunistas.  Isto ajudou na vitória do candidato socialista cristão Rafael Angel Calderón Guardia nas eleições gerais de 1940 na Costa Rica. A aliança de Calderón com o Partido Comunista da Costa Rica liderado por Manuel Mora e a Igreja Católica liderada pelo arcebispo Víctor Manuel Sanabria Martínez permitiu a Reforma Social, que ao mesmo tempo provocaria a eclosão da Guerra Civil.  

## Governo
A Constituição de 1847 cria pela primeira vez o cargo de Presidente da República (ex-Presidente do Estado) e é criado um Vice-Presidente para substituí-lo em suas ausências temporárias ou permanentes, porém o cargo de vice-presidente seria extinto em 1859 e não seria restaurado até a criação das duas vice-presidências em 1949. Em seu lugar foram “nomeados para a presidência” eleitos entre os legisladores. A Constituição de 1847 estabeleceu um sistema unicameral com um único parlamento denominado Congresso Constitucional, porém as constituições de 1844, 1859, 1869 e 1917 estipularam todas sistemas bicamerais com um Senado e uma Câmara dos Representantes ou Deputados.   Também estabeleceu um judiciário independente.

## Religião
A Constituição de 1847 estabeleceu o estatuto oficial da Igreja Católica como religião oficial e a proibição de qualquer outro culto público.  Contudo, a reforma Constitucional de 1848 apesar de manter o estatuto oficial e o direito exclusivo de receber financiamento público, também permitiu a liberdade de religião. Todas as outras Constituições mantiveram o estatuto de religião estatal do catolicismo e o dever do Estado de financiá-lo, mas estabeleceram explicitamente a tolerância religiosa das outras religiões, o que era uma diferença da maioria das Constituições do anterior Estado Livre da Costa Rica que tornavam o catolicismo obrigatório. 
A população da Costa Rica na época era religiosamente muito homogênea e quase toda a população era católica.  A Maçonaria foi introduzida em 1865 e logo se tornou popular entre as elites liberais, ao lado da influente Sociedade Teosófica.  Uma série de medidas anticlericais após a consolidação do Estado Liberal após 1870 que incluíram a expulsão dos Jesuítas e proibição de todas as ordens monásticas, expulsão do Bispo Bernard Thiel, secularização do ensino e dos cemitérios, encerramento da Universidade Santo Tomás e legalização O divórcio e o casamento civil causaram tensões com a Igreja Católica que quase provocaram uma revolta civil durante as eleições gerais de 1889 na Costa Rica. Contudo, passado algum tempo, tanto a Igreja como a elite liberal encontraram-se a desfrutar de uma certa estabilidade com os seus respectivos campos de ação completamente delimitados. 
Em 1º de junho de 1902 é fundada a primeira loja oficial da Sociedade Teosófica no país.  Outras ondas migratórias de novos grupos étnicos atraídos por oportunidades económicas ou por escaparem à pobreza ou à perseguição nos seus países tornaram ainda mais diversificada a paisagem religiosa, incluindo a imigração de judeus polacos, libaneses maronitas, chineses budistas e jamaicanos protestantes durante o final do século XIX e início do século XX. 